# Инверсен нос
Вижте пояснителната страница за други значения на Нос.
Инверсен нос (преобърнат, обратен нос) е разновидност на предната част на плавателен съд (носа), заключаваща се в това, че неговата предна точка се намира не в горната му част, а в долната.
Такъв тип нос е присъщ на много типове плавателни съдове: яхти, товарни и военни.
Една от компаниите, която създава такива граждански плавателни съдове (с нос X-bow), е норвежката Ulstein Group, според мнението на която такъв нос подобрява управлението на кораба и намалява разхода на гориво за сметка на по-малкото хидродинамично съпротивление. Към 2015 г. тя има поръчки за над 100 такива плавателни съда.
ВМС на САЩ строят разрушителите от типа „Зумвалт“, построени по технологията „Стелт“, които имат такъв нос.
Такъв тип на носа имат някои катамарани-участници в регатата Купа на Америка, в частност Oracle Team USA 17.
- Яхта A
- Буксир X-Bow